# Parc du château de Pötzleinsdorf

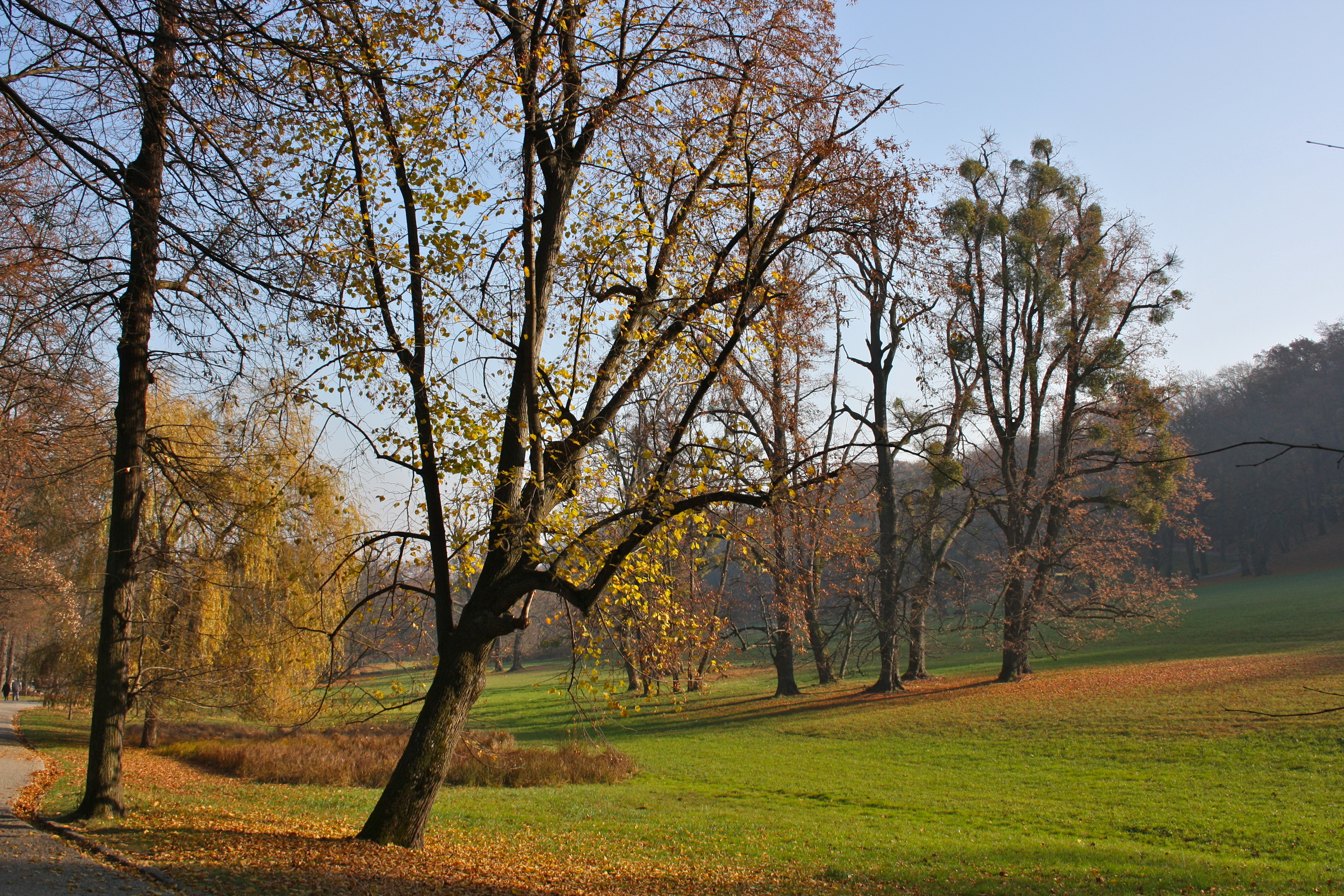
Parc du château de Pötzleinsdorf

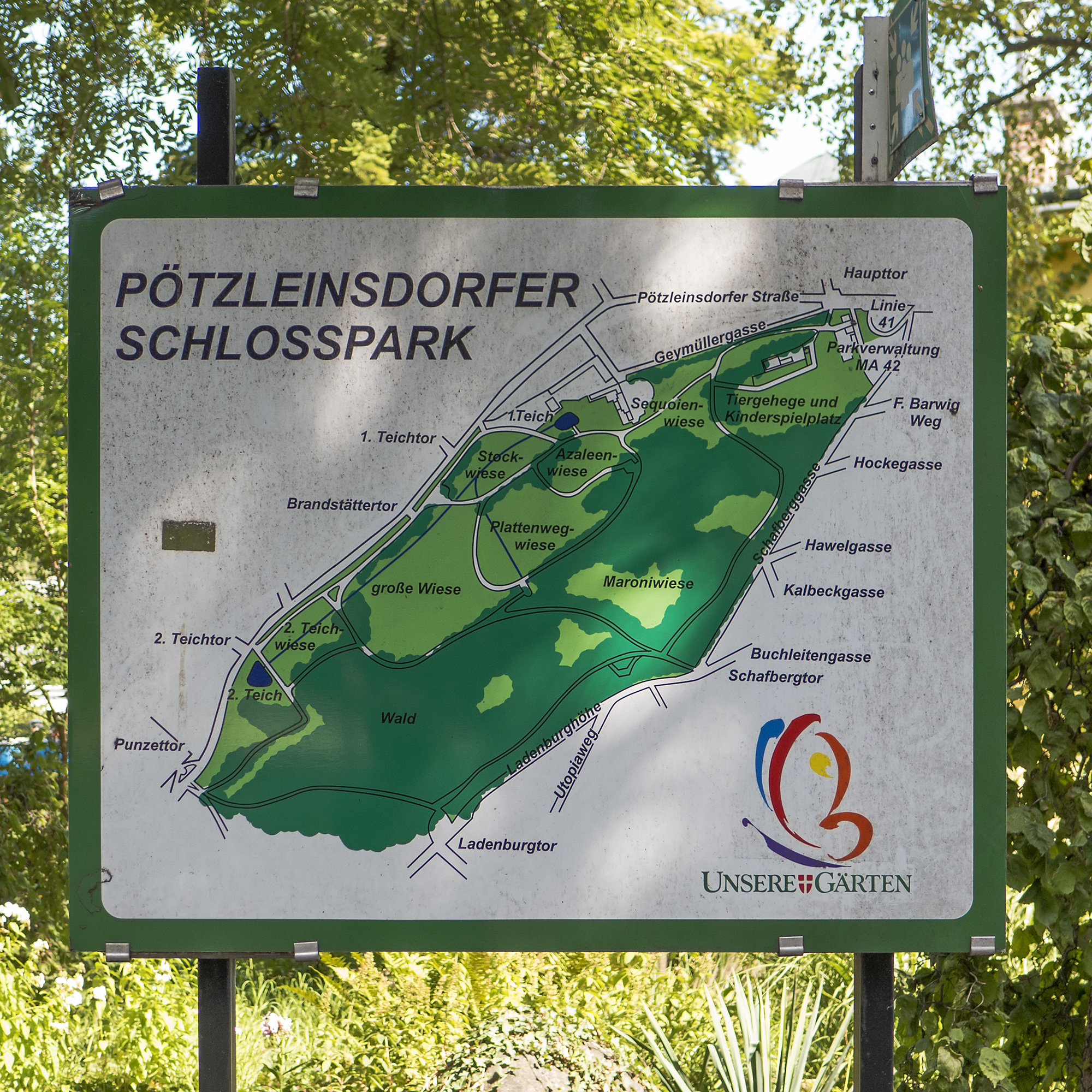
Plan du parc du château

Le Pötzleinsdorfer Schlosspark (également : Pötzleinsdorfer Park) est un parc du quartier viennois de Währing.

## Histoire

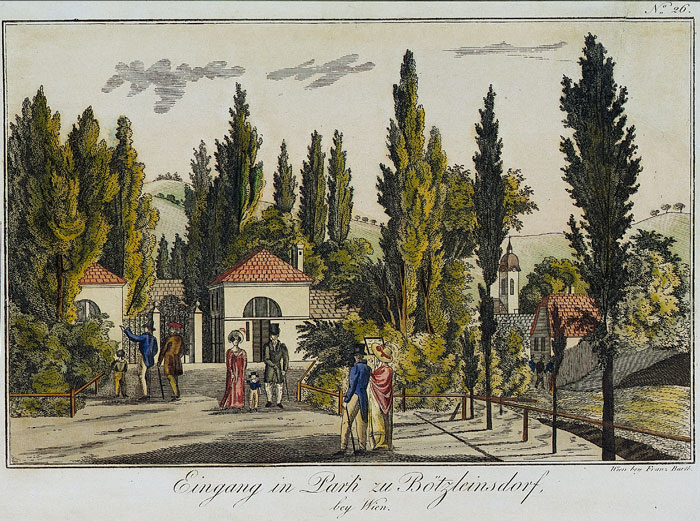
Entrée du parc à Pötzleinsdorf, vers 1830 gravure de Franz Barth

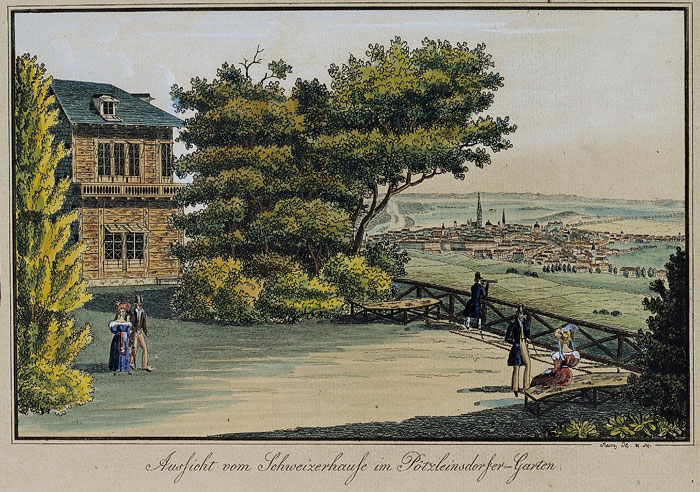
La maison suisse à Pötzleinsdorf, 1834/1853 gravure de Johann Vinzenz Reim

Le complexe d'environ 35 hectares, conçu dans le style d'un jardin à l'anglaise, était une propriété privée jusqu'en 1935. Le parc existait déjà au XVIIIe siècle, créé par Philippina von Herberstein et redessiné à partir de 1797 par Johann Heinrich Geymüller et par les jardiniers Konrad A. Rosenthal et Franz Illner.
Au cours des premières décennies du XIXe siècle, le parc est devenu un lieu de rencontre populaire et un lieu de villégiature estivale pour la haute société viennoise. Après la faillite de la banque Geymüller en 1841, l'ensemble de la propriété fut vendu et à partir de ce moment-là, les propriétaires changèrent, ce qui laissa les lieux tomber en ruine. En 1868, l'établissement devint la propriété de la famille Ladenburg-Ellisen. Lorsque des projets de morcellement du parc ont circulé après la Première Guerre mondiale, celui-ci a été racheté par le fabricant de meubles Max Schmidt, qui en est devenu le dernier propriétaire privé. Il le lègue à la commune de Vienne qui l'ouvre à la population à partir de 1935. Le parc a été touché par des bombes aériennes pendant la Seconde Guerre mondiale et a rouvert ses portes en juin 1949 en présence du maire Theodor Körner.

## Description
Les éléments historiques conservés comprennent une maison de plaisance de style classique et une grotte thermale ainsi qu'une pierre commémorative en l'honneur du poète Johann Baptist von Alxinger. La Maison Suisse, qui n'a pas été conservée, offrait autrefois une vue sur la ville depuis la colline. Le 18 juin 2012, un incendie majeur a détruit une partie des bâtiments agricoles du site.
Le parc est une zone de loisirs locale et une destination d'excursion populaire. À cet effet, une aire de jeux pour enfants, un zoo pour enfants ainsi qu'une volière ont été construits.
Il s'agit de l'un des monuments architecturaux de jardin les plus importants d'Autriche et est classé monument historique.
Dans la partie orientale du parc se trouve le château de Pötzleinsdorf, qui abrite aujourd'hui une école Rudolf Steiner.

## «Quatuor chantant»
Les quatre personnages sur les pilastres de l'attique du Ringtheater de Vienne, appelés « Quatuor chantant » (soprano, alto, ténor, basse), ont subi l'incendie du Ringtheater le 8 décembre 1881. Installées dans le théâtre par l'architecte Emil von Förster en 1874, les sculptures ont été acquises par Max Schmidt après l'incendie et transférées dans le parc, où elles sont installées dans la partie haute.

« Quatuor chantant »
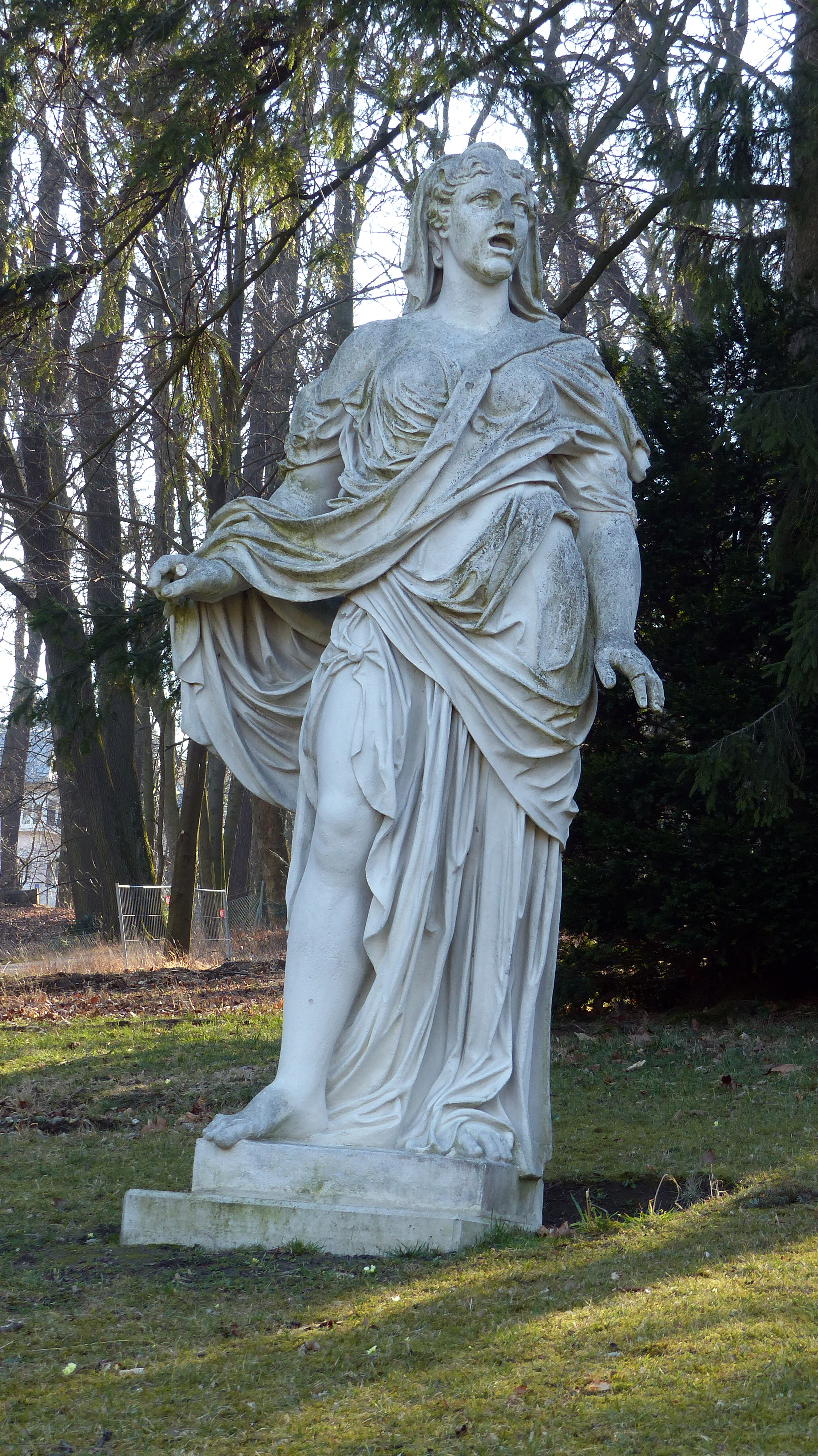
« Vieille Femme » (Alto)
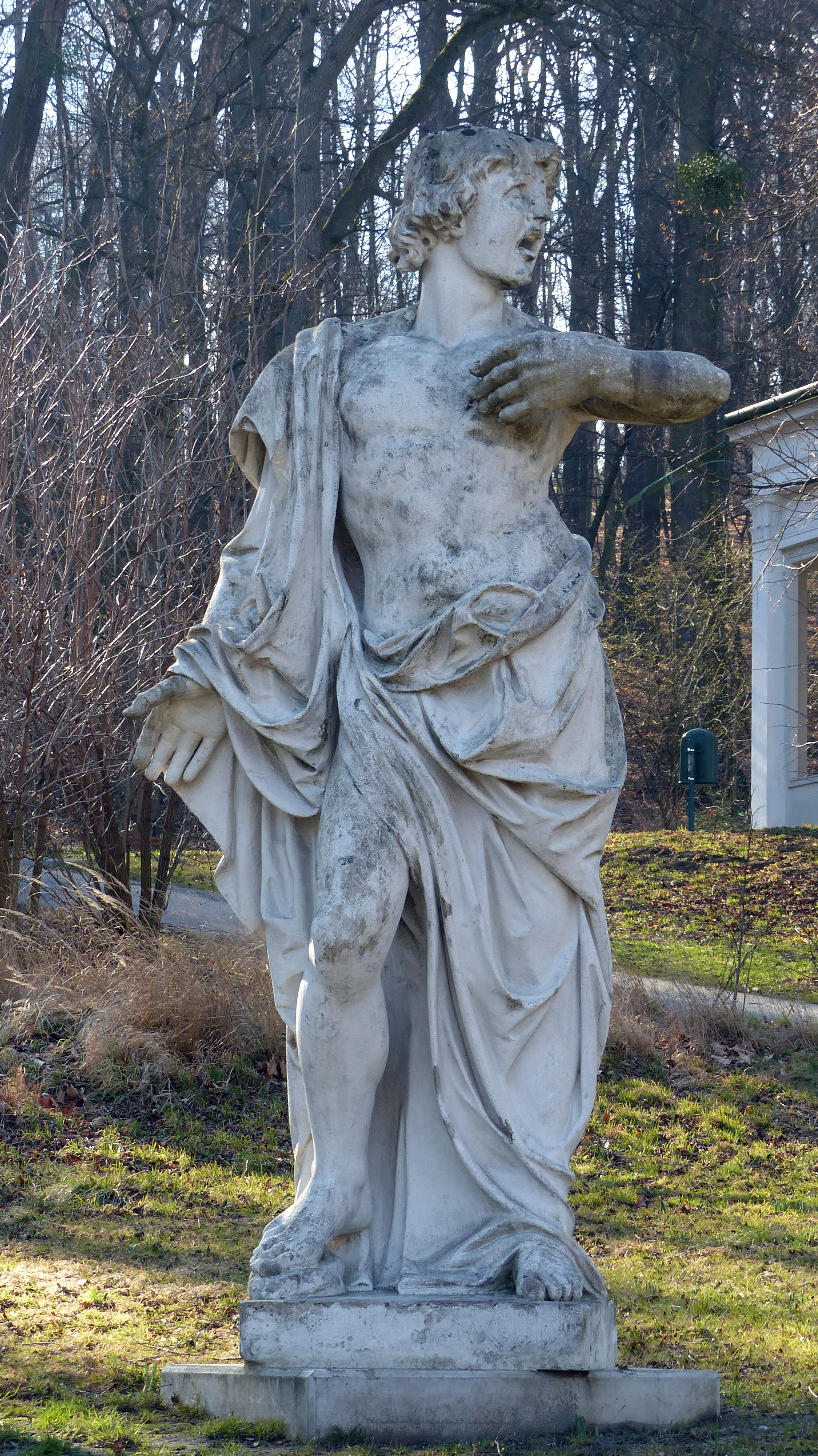
« Jeune homme » (ténor)
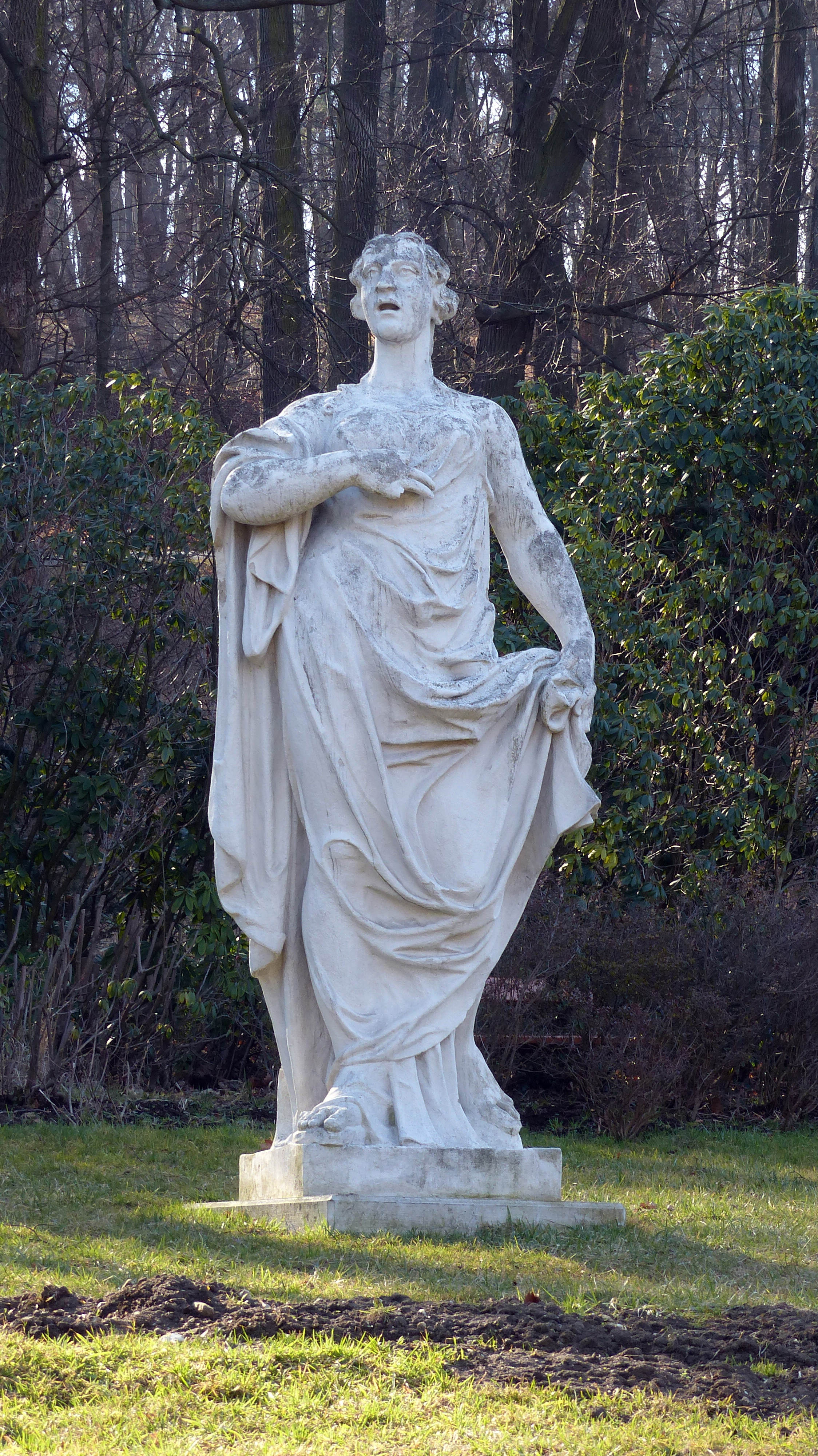
« Jeune femme » (soprano)
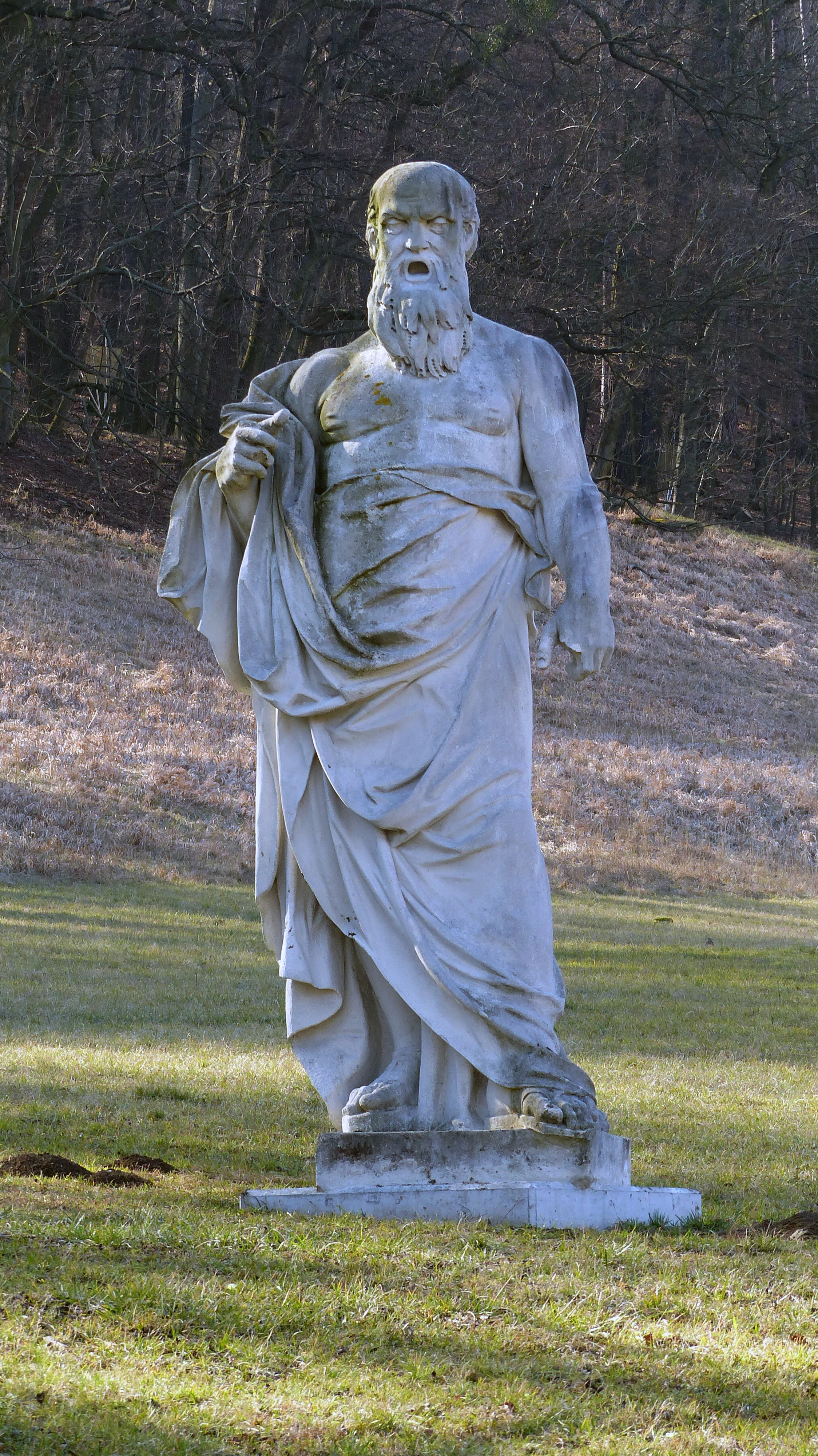
« Vieil homme » (basse)

## Liens web
- Pötzleinsdorfer Schloßpark, site Internet du bureau des jardins de la ville de Vienne